# La Celle-sous-Montmirail
Pour les articles homonymes, voir La Celle et Montmirail.
La Celle-sous-Montmirail est une commune déléguée de Dhuys et Morin-en-Brie et une ancienne commune française, située dans le département de l'Aisne.
L'ancienne commune, à la suite d'une décision du conseil municipal et par arrêté préfectoral du 10 septembre 2015, est devenue une commune déléguée de la nouvelle commune de Dhuys et Morin-en-Brie depuis le 1er janvier 2016.

## Géographie

### Localisation
La Celle-sous-Montmirail est située à l'extrémité sud du département de l'Aisne, à vol d'oiseau à 79,4 km au sud de la préfecture de Laon, et à 20,9 km à l'extrémité de la sous-préfecture de Château-Thierry. Elle se trouve à 2,8 km de Marchais-en-Brie, chef-lieu de la commune de Dhuys et Morin-en-Brie. 
Pourtant dans la région des Hauts-de-France, le village se situe à une latitude plus au sud que la  Guainville, commune la plus septentrionale de la région Centre-Val de Loire. 
Avant la création de la commune nouvelle de Dhuys et Morin-en-Brie, le 1er janvier 2016, La Celle-sous-Montmirail était limitrophe des départements de la Marne et de la Seine-et-Marne. Il était également limitrophe de 7 communes, Vendières (1,8 km), Montenils (2,2 km), Marchais-en-Brie (2,8 km), Rieux (2,9 km), Montdauphin (3 km), Mécringes (3,1 km) et Montolivet (4 km).
| Vendières                    |                            | Marchais-en-Brie  |
| Montdauphin (Seine-et-Marne) | La Celle-sous-Montmirail   | Mécringes (Marne) |
| Montolivet (Seine-et-Marne)  | Montenils (Seine-et-Marne) | Rieux (Marne)     |

### Géologie et relief
La commune déléguée comprend en outre trois hameaux : Coucermont, Vinet et Courtehaie. C'est la commune la plus au sud du département de l'Aisne et de la région Picardie ; elle se trouve donc en Brie champenoise.

## Toponymie
Le village est mentionné sous les formes Cella Gislefridi (vers 836) ; Cella (1183)[réf. nécessaire] ; Celle-sou-Montenil, paroisse de Saint-Martin-de-la-Celle-sous-Montmirail (1741) ; Celle-sous-Montmirail (1743).

Petit monastère à l'époque carolingienne accompagné du nom de son fondateur vers 836.
Montmirail est une commune française, située dans le département de la Marne à l'intersection de trois départements : la Marne, l'Aisne et la Seine-et-Marne.

## Politique et administration

### Liste des maires
| Période                                  | Période          | Identité        | Étiquette | Qualité  |
| ---------------------------------------- | ---------------- | --------------- | --------- | -------- |
| Les données manquantes sont à compléter. |                  |                 |           |          |
| mars 2001                                | 2014             | Richard Picavet |           |          |
| 2014                                     | 31 décembre 2015 | René Obert      | SE        | Retraité |

### Liste des maires délégués
| Période                                  | Période                   | Identité         | Étiquette | Qualité                                 |
| ---------------------------------------- | ------------------------- | ---------------- | --------- | --------------------------------------- |
| 4 janvier 2016                           | 24 avril 2019 (Décès)     | René Obert,      | SE        | Retraité                                |
| 2 juillet 2019                           | En cours (au 27 mai 2020) | Maurice Vallière | SE        | Retraité Réélu pour le mandat 2020-2026 |
| Les données manquantes sont à compléter. |                           |                  |           |                                         |

## Démographie
L'évolution du nombre d'habitants est connue à travers les recensements de la population effectués dans la commune depuis 1793. Pour les communes de moins de 10 000 habitants, une enquête de recensement portant sur toute la population est réalisée tous les cinq ans, les populations de référence des années intermédiaires étant quant à elles estimées par interpolation ou extrapolation. Pour la commune, le premier recensement exhaustif entrant dans le cadre du nouveau dispositif a été réalisé en 2005.

En 2022, la commune comptait 106 habitants, en évolution de −9,4 % par rapport à 2016 (Aisne : −1,97 %, France hors Mayotte : +2,11 %).
| 1793 | 1800 | 1806 | 1821 | 1831 | 1836 | 1841 | 1846 | 1851 |
| ---- | ---- | ---- | ---- | ---- | ---- | ---- | ---- | ---- |
| 214  | 201  | 177  | 204  | 239  | 238  | 251  | 220  | 213  |

| 1856 | 1861 | 1866 | 1872 | 1876 | 1881 | 1886 | 1891 | 1896 |
| ---- | ---- | ---- | ---- | ---- | ---- | ---- | ---- | ---- |
| 233  | 244  | 254  | 258  | 265  | 263  | 236  | 235  | 214  |

| 1901 | 1906 | 1911 | 1921 | 1926 | 1931 | 1936 | 1946 | 1954 |
| ---- | ---- | ---- | ---- | ---- | ---- | ---- | ---- | ---- |
| 210  | 195  | 191  | 180  | 170  | 154  | 142  | 108  | 114  |

| 1962 | 1968 | 1975 | 1982 | 1990 | 1999 | 2005 | 2006 | 2010 |
| ---- | ---- | ---- | ---- | ---- | ---- | ---- | ---- | ---- |
| 98   | 79   | 92   | 63   | 82   | 81   | 103  | 103  | 114  |

| 2015 | 2020 | 2022 | - | - | - | - | - | - |
| ---- | ---- | ---- | - | - | - | - | - | - |
| 117  | 103  | 106  | - | - | - | - | - | - |

## Lieux et monuments
L'église Saint-Martin date du XIIe siècle, époque à laquelle quelques moines s'installèrent sur les bords du Petit Morin. Quelques fresques et armoiries y furent découvertes au cours des travaux de restauration. Un lavoir situé en contrebas de l'église illustre la fable « Le Lion malade et le Renard » de Jean de La Fontaine.

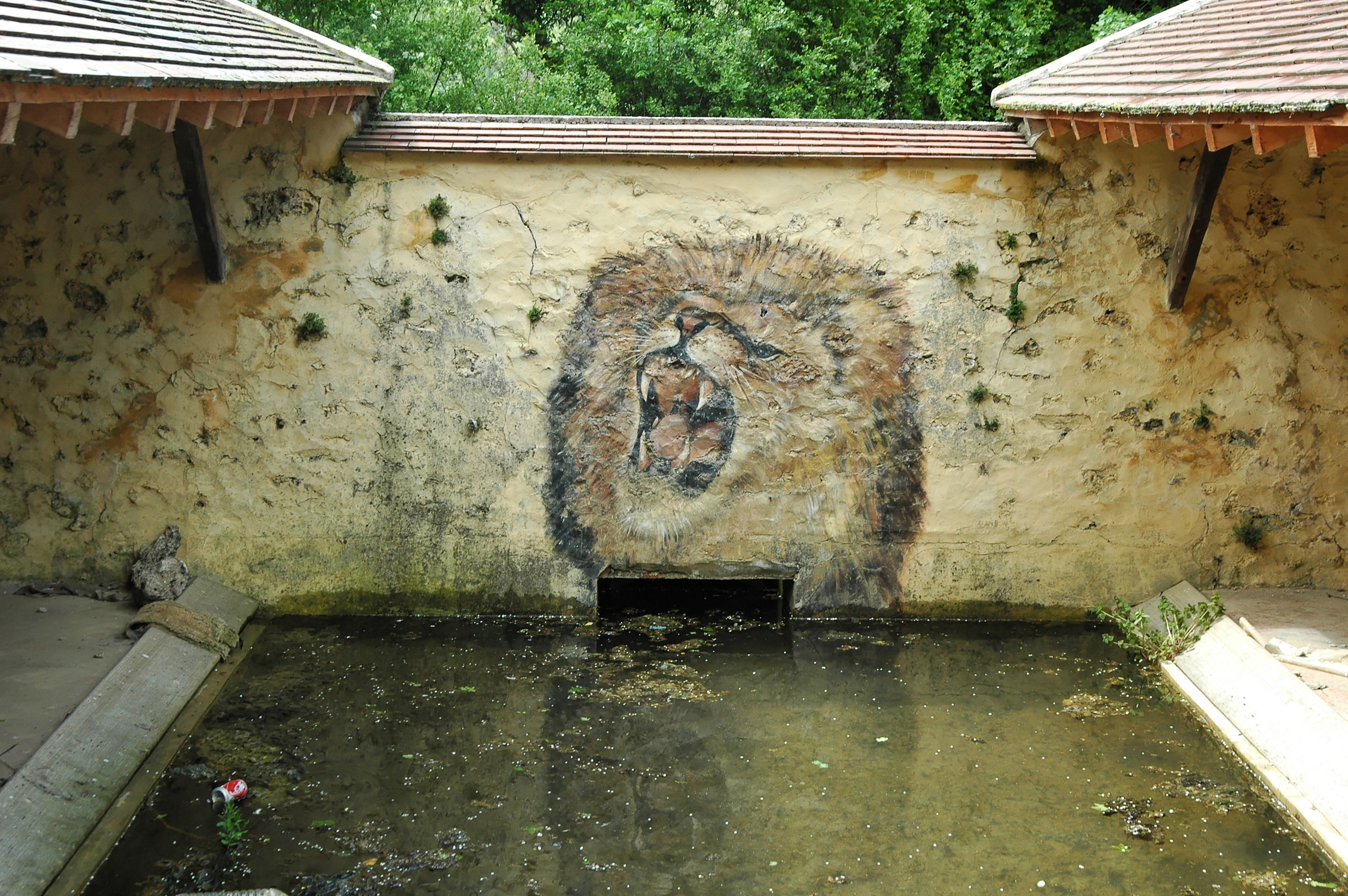
Le lion dans le lavoir de La Celle-sous-Montmirail.

Le hameau de Coucermont est le plus méridional du département de l'Aisne et de la région Picardie. Son lavoir est remarquable par son état de conservation et sa situation, au bord d'un ruisseau d'eaux vives, le Luart ; il est soigneusement entretenu et fleuri.